# Ворвулёв, Николай Дмитриевич
Николай Дмитриевич Во́рвулёв (укр. Микола Дмитрович Ворвулєв; 1917—1967) — советский оперный певец (баритон). Народный артист СССР (1956).

## Биография
Николай Во́рвулёв родился 9 (22) января 1917 года в Павловске (ныне Воронежская область, Россия). По национальности украинец.
В период 1939—1946 годов служил в рядах РККА, где был солистом Ансамбля песни и пляски Белорусского военного округа. Брал уроки пения в Минске у В. Ф. Карина.
С 1946 года — солист Белорусского театра оперы и балета, где дебютировал в партии Эскамильо в опере «Кармен» Ж. Бизе.
Одновременно занимался в Минской консерватории по классу пения Е. Э. Витинга (окончил в 1954).
В 1957—1967 годах — солист Украинского театра оперы и балета им. Т. Г. Шевченко (Киев).
Выступал как концертный певец. Пользовался широкой известностью как исполнитель народных песен.
С 1955 года гастролировал за рубежом (Польша, Югославия, ГДР, Англия).
Депутат Верховного Совета БССР IV—V созывов. Депутат Верховного Совета Украинской ССР V созыва.
Скончался 29 августа 1967 года в Киеве. Похоронен на Байковом кладбище.

## Награды и звания
- Народный артист Белорусской ССР (1954)
- Народный артист СССР (1956).
- Два ордена Ленина (1955, в связи с декадой белорусского искусства в Москве; 1960, в связи с декадой украинского искусства в Москве)
- Орден «Знак Почёта» (1948, в связи с 30-летием образования Белорусской ССР)
- Два других ордена
- Медали.

## Оперные партии
- «Кармен» Ж. Бизе — Эскамильо
- «Демон» А. Г. Рубинштейна — Демон
- «Князь Игорь» А. П. Бородина — князь Игорь
- «Евгений Онегин» П. И. Чайковского — Евгений Онегин
- «Царская невеста» Н. А. Римского-Корсакова — Грязной
- «Девушка из Полесья» Е. К. Тикоцкого — Апанас
- «Арсенал» Г. И. Майбороды — Максим
- «Укрощение строптивой» В. Я. Шебалина — Петруччио
- «Риголетто» Дж. Верди — Риголетто
- «Аида» Дж. Верди — Амонасро
- «Травиата» Дж. Верди — Жермон
- «Фауст» Ш. Гуно — Валентин
- «Лоэнгрин» Р. Вагнера — Тельрамунд[2]
- «Богдан Хмельницкий» К. Ф. Данькевича — Богдан Хмельницкий
- «Кастусь Калиновский» Д. Лукаса — Кастусь Калиновский
- «Тихий Дон» И. И. Дзержинского — Митька
- «Иоланта» П. И. Чайковского — Роберт
- «Пиковая дама» П. И. Чайковского — Томский
- «Паяцы» Р. Леонкавалло — Сильвио.

## Память
В 1994 году на фасаде дома в Киеве (ул. Б. Хмельницкого, 47), где проживал певец, установлена бронзовая мемориальная доска с барельефным портретом Н. Ворвулёва (скульптор Ю. Багалика, архитектор Р. Кухаренко).